# Rechtsanwalts- und Notarfachangestellter
Rechtsanwalts- und Notarfachangestellte(r) (kurz ReNo) sowie Notarfachangestellte(r) sind in Deutschland staatlich anerkannte Ausbildungsberufe (§ 1 ReNoPatAusbV), in denen für die Arbeit in einer Rechtsanwaltskanzlei und/oder in einem Notariat ausgebildet wird.

Mitte der 2000er Jahre arbeiteten in dem Beruf ca. 150.000 Fachangestellte. Die Ausbildung dauert drei Jahre (§ 3 ReNoPatAusbV).
Angestellte von Notariaten ohne diese Fachausbildung werden als Notariatsgehilfe/Notariatsgehilfin bezeichnet.

## Theorie
Neben der praktischen Ausbildung in der Kanzlei (bei Notarfachangestellten das Notarbüro) werden in der Berufsschule die theoretische Kenntnisse in folgenden Fächern vermittelt:
- Rechts-, Wirtschafts- und Sozialkunde;
- Rechnungswesen;
- Zivilprozessrecht;
- Vergütungsrecht;
- Informationsverarbeitung.

Für Notarfachangestellte kommen noch hinzu:
- Gerichts- und Notarkostengesetz und
- Freiwillige Gerichtsbarkeit.